# 洛邑古城站
洛邑古城站是洛阳轨道交通1号线的地铁车站，位于中华人民共和国河南省洛阳市老城区中州东路与左安街交叉口，于2021年3月28日开通。本站原名为青年宫站，2024年3月4日更改为现站名。

## 车站结构
洛邑古城站位于中州东路与左安街交叉口，沿中州东路东西向布置，车站长217米，为地下三层岛式站台车站。车站地下一层为物业开发层，地下二层为站厅层，地下三层为站台层，站台设置全高站台门。
| 地面              | 出入口       | A1、A3出入口                                                                                            |
| 地下一层          | 出入口及商业 | C出入口、商业设施                                                                                       |
| 地下二层          | 站厅         | 客服中心、自动售票机、验票机                                                                            |
| 地下三层          | 站台         | \| \| \| █ 1号线往红山（启明南路） \| \| 島式 · 開左邊车门 \| \| \| \| \| \| █ 1号线往杨湾（史家湾） \| |
|                   |              | █ 1号线往红山（启明南路）                                                                               |
| 島式 · 開左邊车门 |              | |
|                   |              | █ 1号线往杨湾（史家湾）                                                                                 |

## 出入口
本站目前开放3个出入口，各出口及周围设施如下所示：
| 出口编号                | 照片 | 地点                         | 可到达目的地         |
| ----------------------- | ---- | ---------------------------- | -------------------- |
| A · 1 · 出口            |      | 中州东路（南），文化街（西） | 洛邑古城             |
| A · 3 · 出口 · （设有） |      | 中州东路（北），太平街（西） | 洛阳幼儿师范学校东院 |
| B · 出口                |      | 中州东路（北），右安街（东） | 暂时关闭             |
| C · 出口 · （设有）     |      | 中州东路（北），左安街（西） | 青年宫下沉广场       |
| 图例： 设有             |      |                              |                      |

## 接驳交通

### 公交车
- 青年宫：4路、5路、9路、9路夜班、18路、20路、22路、41路、42路、56路、58路、74路、86路、90路、807路、V8路

## 历史
- 2019年1月25日，车站主体结构封顶[5]。
- 2021年
  - 3月28日，车站随1号线的开通而启用[1]，启用时站名为青年宫站。
  - 12月10日，车站C口投入使用。12月13日，车站B口暂停使用[6]。
- 2024年3月4日，车站更名为洛邑古城站[2]。